# Arteria iliaca communis
De arteria iliaca communis of gemeenschappelijke heupslagader is een slagader die ontstaat door bifurcatie (splitsing in twee) van de aorta abdominalis. De splitsing vindt plaats ongeveer ter hoogte van het niveau L4 (de vierde lendenwervel), links van het midden van het lichaam. Zowel de rechter als linker arteria iliaca communis is ongeveer 5 cm lang.

## Verloop
Beide arteriae iliacae communes lopen schuin naar beneden en splitsen vervolgens in een diepe, arteria iliaca interna en oppervlakkige tak, arteria iliaca externa. Deze takken verzorgen de buikvliezen en de bekkenwand resp. de benen.
De rechter arteria iliaca communis is iets langer dan de linker en loopt schuiner. Zij loopt achter het buikvlies, de dunne darm en takken van het orthosympathische zenuwstelsel. Ter hoogte van de vertakking in een diepe en oppervlakkige tak wordt de urineleider (ureter) gekruist. Aan de achterkant ligt de vena iliaca communis en de uitmonding hiervan in de onderste holle ader (die begint met de samenvoeging van beide venae iliacae communes'). Onder het bloedvat ligt de musculus psoas major.
De linker arteria iliaca communis ligt ook achter het buikvlies, dunne darm en takken van het orthosympathische zenuwstelsel. Daarnaast ligt het achter de arteria rectalis superior. De splitsing is ook ter hoogte van de urineleider. In tegenstelling tot de rechter arterie loopt de linker direct over de wervellichamen L4 en L5. De linker vena iliaca communis ligt deels naast en deels onder de arterie. Aan de linkerkant van de slagader ligt de musculus psoas major.

## Anatomische variatie
De hoogte van de bifurcatie kan verschillen. Bij driekwart van de mensen gebeurt dit ter hoogte van het wervellichaam L4 of ter hoogte van de tussenwervelschijf onder L4. Bij 1 op de 9 komt is de bifurcatie hoger en bij 1 op de 11 lager.
Het punt waarop de arteria iliaca communis vertakt verschilt veel. Bij twee derde van de mensen is deze locatie tussen L5 en het heiligbeen (os sacrum). Bij 1 op de 8 ligt dit punt hoger en bij 1 op de 6 lager. De linker arterie vertakt vaak op een lager niveau dan de rechter.
Ook de lengte van de arterie varieert. De rechter arteria iliaca communis is bij de meeste mensen wat langer. Het deel van de mensen, waarbij de linker slagader langer is of beide takken even lang zijn, is ongeveer even groot. De gemiddelde lengte is ongeveer van 3,5 tot 7,5 cm. Uitzonderingen komen aan beide zijden van het bereik voor. Er zijn minima gemeten van minder dan 1,25 cm en maxima boven de 11 cm.
In zeer zeldzame gevallen is de rechter arteria iliaca communis zelfs afwezig. De arteriae iliacae interna en externa ontstaan dan direct uit de aorta.

## Bloedvoorziening
Uit de arteria iliaca communis gaan er kleine vertakkingen naar het buikvlies, de musculus psoas major, de urineleiders en het nabije bindweefsel. Soms ontstaan er vertakkingen naar de arteria iliolumbaris of extra vertakkingen naar de nieren.